# Пакистано-турецкие отношения
Пакистано-турецкие отношения — двусторонние отношения между Пакистаном и Турцией в политической, экономической и иных сферах. 
Первые контакты между народами существовали за столетия до создания двух современных государств. Во время Войны за независимость Турции, мусульмане Британской Индии направили финансовую помощь для того, чтобы ускорить падение Османской империи, за которой последовало образование Турецкой Республики. Спустя десятилетия Пакистан получил независимость от Индии. В результате, у Пакистана было позитивное восприятие в Турции на протяжении многих десятилетий. 
Страны далеки от тесных культурных, исторических отношений, которые расширяются и углубляются в экономическом плане. Турция против Пакистана о проведении плебисцита под эгидой ООН по вопросу Кашмира. Эту позицию президент Турции Реджеп Тайип Эрдоган подтвердил в обращении к парламенту Пакистана, где присутствовало высшее военное командование страны. Турция также поддерживает членство Пакистана в Группе ядерных поставщиков. Генерал сухопутных войск Пакистана Талат Масуд заявил, что страны поддерживают тесные отношения как при демократическом, так и военном режимах, что отражает тесную суть связей.

## История
В разные периоды истории регионы, включающие в себя современные Пакистан и Турцию, находились под взаимным влиянием персидских, эллинистических, арабских и туркомонгольских культур. К V веку до нашей эры древняя Персия простиралась от Анатолии до реки Инд, принося персидские культурные и политические традиции в эти регионы.
Современная Турция была домом для многих древних европейских цивилизаций, в том числе ионийских греков. В стране много следов культурного и исторического влияния древних греков, в том числе множество греческих и эллинистических археологических памятников, расположенных в регионе. Пакистан также находился под влиянием греческой культуры и цивилизации после завоевания Александром Македонским долины Инда, что впоследствии привело к появлению Индо-греческого царства и греко-буддизма. Через Гандхару (регион на западе Пакистана) проходил основной маршрут для эллинистических, иранских и индоарийских контактов.
Турция стала тюркоязычной страной в результате завоевания сельджукидов и тюркизации региона. Хотя Пакистан не является тюркоязычной страной, его основные языки, особенно урду (стандартный регистр хиндустани), находились под сильным влиянием чагатайского языка и имеют много заимствованных слов из него. Этимология слова «урду» восходит к правлению Моголов. Более того, общие культурные влияния на Пакистан и Турцию охватывают несколько веков, так как многие тюркские и иранские народы правили обширными районами Центральной Азии, Южной Азии и Среднего Востока.
Традиционный дизайн одежды двух стран также имеет общее происхождение в Центральной Азии. Есть общие традиции в кухне: кебаб, плов и халва, хотя содержание специй в Пакистане отличается из-за влияния Южной Азии.
Как турки, так и пакистанцы в основном практикуют ханафитский мазхаб суннитского ислама, что сохранилось со времён Османской империи и империей Великих Моголов. Существуют крепкие традиции умеренного суфизма, и религиозные служители обеих стран часто контактируют между собой.
Страны были частью альянса времён холодной войны под названием Организация центрального договора. Его целью было сдержать Советский Союз (СССР) с помощью ряда сильных государств вдоль южных границ СССР.

## Дипломатические отношения
В 1947 году были установлены дипломатические отношения между странами, вскоре после того, как Пакистан обрёл независимость после распада Британской Индии. Турция была в числе немногих стран, которые признали Пакистан вскоре после его создания, и поддержала его стремление стать членом Организации Объединённых Наций. Двусторонние отношения становились всё более тесными из-за культурных, религиозных и геополитических связей между странами. Генерал-губернатор Пакистана Мухаммад Али Джинна высказывал восхищение основателем Турции Мустафой Кемалем Ататюрком, и пожелал развивать Пакистан по турецкой модели модернизма. Схожие идеи были высказаны поэтом Мухаммадом Икбалом и бывшим президентом Пакистана Первезом Мушаррафом, который много времени провёл в Турции и получил там военную подготовку. Мухаммад Али Джинна почитается как великий лидер в Турции. Главная дорога турецкой столицы Анкары, «Cinnah Caddesi» названа в его честь, а дороги в Исламабаде, Карачи, Лахоре, Пешаваре и Ларкане названы в честь Ататюрка. 
26 октября 2009 года Реджеп Тайип Эрдоган был награжден «орденом Пакистана» и стал четвёртым мировым лидером, выступившим в пакистанском парламенте.
С 2016 года в совместном коммюнике было объявлено, что страны планируют преобразовать свои связи в «стратегическое партнёрство».
27 июля 2021 года Турция, Азербайджан и Пакистан подписали Бакинскую декларацию, направленную на укрепление связей, развитие сотрудничества.

## Договорно-правовая база
- Соглашение о торговле (12 августа 2022)[22]

## В области экономики
Между странами подписано Пакистано-турецкое стратегическое экономическое соглашение, направленное на расширение сотрудничества с особым акцентом на торговлю и инвестиции. 
Турция и Пакистан являются основателями Организации экономического сотрудничества, и частью Исламской восьмёрки. 
Страны работали над заключением соглашения о преференциальной торговле с целью значительного увеличения товарооборота и инвестиций, особенно в сфере транспорта, телекоммуникаций, обрабатывающей промышленности, туризма и других отраслях. 
Правительства стран стремились увеличить объём товарооборота с 690 миллионов долларов США до более чем 1 миллиарда долларов США к 2010 году. 
Экспорт Пакистана в Турцию: рис, семена кунжута, кожу, текстиль, ткани, спортивные товары и медицинское оборудование. 
Экспорт Турции в Пакистан: пшеница, нут, чечевица, дизельное топливо, химикаты, транспортные средства, машинное оборудование и энергоносители. 
Турецкие частные корпорации вложили значительные средства в промышленные и строительные проекты Пакистана по развитию автомагистралей, трубопроводов и каналов. 
12 августа 2022 года подписано соглашение о торговле. Соглашение вводит льготный режим для 261 наименования товаров пакистанской продукции и 130 наименований товаров турецкой продукции.
На 2022 год ставится краткосрочная цель достичь товарооборота в 5 млрд. долл.
Страны ведут переговоры о подписании соглашения между Турцией и Пакистаном о свободной торговле.

## Кашмирский конфликт
Турецкий посол провел неделю в Азад Кашмире, в городе Музаффарабад, находящемся под управлением Пакистана, чтобы выразить солидарность с пакистанской позицией в Кашмирском конфликте. Президент Турции Реджеп Тайип Эрдоган призвал к «многостороннему диалогу» между Индией и Пакистаном для решения проблемы принадлежности Кашмира.

## Трёхсторонний процесс сотрудничества
В феврале 2007 года в Анкаре состоялся трёхсторонний саммит с участием Турции, Пакистана и Афганистана, после визита министра иностранных дел Турции Абдуллаха Гюля в Исламабад с целью проведения диверсифицированной внешней политики в Юго-Восточной Азии. Абдуллах Гюль сделал следующее заявление: "Мы все братья, которым необходимо поддерживать друг друга, чтобы «обеспечить безопасность и стабильность в регионе».
На встрече 1 апреля 2009 года между лидерами Пакистана и Афганистана, проведённой в рамках трёхстороннего процесса сотрудничества в Анкаре, три страны обязались повысить координацию между своим политическим, военным и разведывательным ведомствами в борьбе с боевиками и терроризмом. Председатель Турецко-пакистанской ассоциации дружбы Бурхан Каятюрк заявил: «Впервые военные и разведывательные руководители Афганистана и Пакистана приняли участие в трёхстороннем саммите, что является отражением более глубокой приверженности к совместной работе».
На конференции доноров «Друзья демократического Пакистана», состоявшейся 17 апреля 2009 года, государственный министр Турции Мехмет Айдын распорядился выделить Пакистану 100 миллионов долларов США на реализацию проектов в области инфраструктуры, здравоохранения и образования. Депутат парламента Турции Каятюрк призвал соседние страны, включая Индию, взять на себя аналогичные обязательства, поскольку «в их интересах видеть стабильный Пакистан; в противном случае насилие распространится на их территорию».
Депутаты парламента Пакистана и Афганистана собрались в Анкаре 5 мая 2009 года в рамках трёхстороннего процесса сотрудничества, где они встретились с президентом Турции Абдуллахом Гюлем и министром иностранных дел Ахметом Давутоглу и обсудили различные вопросы. Глава комиссии по внешним связям парламента Турции Мурат Мерчан заявил: «Сегодня нам нужно сотрудничество между нашими странами больше, чем когда-либо. Я считаю, что Турция, имеющая исторические братские отношения с обоими государствами, находится на особом положении, чтобы улучшить и углубить эти связи. Турция уверена, что сотрудничество, которое будет налажено между Афганистаном и Пакистаном, очень поможет в решении проблем».

## Военное сотрудничество
Страны поддерживают давние военные связи. В Турции проводится обучение офицеров пакистанских военно-воздушных сил для полётов на General Dynamics F-16 Fighting Falcon. 2 апреля 1954 года Пакистан и Турция подписали договор о дружбе и сотрудничестве. Они являются региональными державами и ранее присоединились к Организации центрального договора (СЕНТО), целью которой было укрепление военного и стратегического сотрудничества, а также противодействие распространению коммунизма и советского влияния в регионе. Турция открыто поддержала позицию Пакистана в отношении Кашмирского конфликта. Анкара признает Джамму и Кашмир как часть Пакистана, а посол Турции в Пакистане провел почти неделю в Музаффарабаде, столице Азад-Кашмира, чтобы продемонстрировать солидарность своей страны с пакистанцами в отношении Кашмира. Турция оказывала политическую и военную поддержку Пакистану во время Индо-пакистанского конфликта. Пакистан ответил взаимностью, выразив поддержку политике Турции в отношении Северного Кипра. Обе страны стремятся расширить сотрудничество в борьбе с терроризмом, а также являются членами Организации исламского сотрудничества.
Турция в настоящее время является крупным поставщиком оружия в Пакистан, а также ранее сама закупала оружие у Исламабада и продолжает закупать некоторые компоненты у Пакистана. Пакистанские и турецкие военно-воздушные силы подписали соглашение о покупке 52 пакистанских самолётов PAC MFI-17 Mushshak, а также Пакистан высказал желание обучить новых турецких пилотов и поддержать восстановление вооружённых сил Турции после попытки государственного переворота в 2016 году.
В июле 2018 года военно-морские силы Пакистана подписали контракт на приобретение четырех кораблей класса MILGEM из Турции, что является крупнейшей единой военной экспортной сделкой Турции на сумму 1,5 миллиарда долларов США. Командующий ВМС Пакистана адмирал Зафар Махмуд Аббаси и Реджеп Тайип Эрдоган присутствовали на церемонии передачи первого корабля, состоявшейся 29 сентября 2019 года. За последнее десятилетие почти 1500 пакистанских офицеров прошли подготовку в Турции. Страны сотрудничают в производстве беспилотников. В апреле 2019 года турецкие и пакистанские войска провели совместные контртеррористические учения в Узбекистане. Пакистан и Турция объединили усилия для организации совместного производства истребителей с технологией «стелс». Военные атташе Турции из каждого подразделения вооружённых сил размещены в пакистанском посольстве в Анкаре. Турция помогла модернизировать партию истребителей F-16 для ВВС Пакистана, производя двигатели, а также запасные части. Страны стали ещё ближе в военном отношении из-за ситуации с безопасностью  соседних стран, а также из-за нестабильности в отношениях с США в последнее время. В ноябре 2019 года военно-морские силы обеих стран участвовали в учениях в Средиземном и Аравийском морях.

## Взаимопомощь
После землетрясения в Кашмире в 2005 году Турция активизировала усилия по оказанию помощи пакистанцам в пострадавших районах. Турция объявила о том, что предоставит 150 миллионов долларов США для помощи пострадавшим от землетрясения. Турецкий Красный Полумесяц выделил средства для строительства мечети в Азад-Кашмире, которая строится в османском стиле в пакистанском округе Багх.
Пакистан предоставил Турции помощь после землетрясения 1999 года и после землетрясения 2011 года.
Для устранения последствий наводнения 2022 года Турция предоставила Пакистану палатки, продуктовые посылки, одеяла, одежду, медицинское оборудование, моторные лодки.

## Проблемные вопросы
Между странами временами происходил конфликт интересов. Во время Гражданской войны в Афганистане (1996—2001) Турция была решительным сторонником Северного альянса, поскольку там были в том числе узбеки и туркмены, с которыми Турция разделяет культурные и языковые связи. Пакистан поддерживал крепкие отношения с Талибаном, в котором большинство составляли этнические пуштуны, из-за опасений, что Афганистан попадёт под контроль Северного альянса, который поддерживала Индия.
В конце 2001 года на Пакистан оказывалось международное давление с целью прекращения его связей с талибами и переориентирования на Соединённые Штаты Америки и НАТО в войне против терроризма после терактов 11 сентября в Нью-Йорке и Вашингтоне. После того, как Пакистан присоединился к войне против Аль-Каиды и Талибана, Соединённые Штаты сняли все санкции, наложенные на Исламабад после испытаний ядерного оружия в 1998 году.

## Дипломатические представительства
- Пакистан имеет посольство в Анкаре[53].
- Турция содержит посольство в Исламабаде[54].